# Miloš Moravec
Miloš Moravec (* 26. srpna 1974) je bývalý český fotbalista.

## Fotbalová kariéra
V české lize hrál za FC Bohemians Praha. Nastoupil v 6 ligových utkáních. Gól v lize nedal. V nižších soutěžích hrál i za SK Chrudim 1887.

## Ligová bilance
| Ročník                          | Zápasy | Góly | Klub               |
| ------------------------------- | ------ | ---- | ------------------ |
| 2. česká fotbalová liga 1995/96 | 23     | 2    | SK Chrudim 1887    |
| 1. česká fotbalová liga 1996/97 | 6      | 0    | FC Bohemians Praha |
| 2. česká fotbalová liga 1996/97 | 12     | 0    | SK Chrudim 1887    |
| 2. česká fotbalová liga 1997/98 | 17     | 0    | SK Chrudim 1887    |
| 2. česká fotbalová liga 1998/99 | 19     | 0    | SK Chrudim 1887    |
| CELKEM 1. liga                  | 6      | 0    |                    |